# 横須賀村
横須賀村（よこすかむら）は、かつて愛知県幡豆郡にあった村である。
現在の西尾市吉良町北部。西尾市役所吉良支所は旧村域の南部に置かれている。

## 沿革
- 江戸時代末期、この地域は西尾藩領、沼津藩領、大多喜藩領、川越藩領、旗本領、寺社領などであった。
- 1878年（明治11年） - 上横須賀村、下横須賀村、中野村が合併し、横須賀村となる。
- 1889年（明治22年）10月1日 - 愛知県での町村制施行により、横須賀村（第一次）、荻原村、富田村、瀬門村、厨村が発足する。
- 1892年（明治25年）5月13日 - 横須賀村が町制施行し横須賀町となる。
- 1906年（明治39年）5月1日 - 横須賀町、荻原村、富田村、瀬門村、厨村が新設合併し、新たに横須賀村（第二次）が発足。
- 1955年（昭和30年）3月10日 - 吉田町と合併し吉良町が発足。同日横須賀村廃止。

## 学校
- 横須賀村立横須賀中部小学校（現・西尾市立横須賀小学校）
- 横須賀村立横須賀南部小学校（現・西尾市立荻原小学校）
- 横須賀村立横須賀東部小学校（現・西尾市立津平小学校）
- 横須賀村立横須賀中学校（1966年に吉田中学校と統合。現・西尾市立吉良中学校）
- 愛知県立西尾実業高等学校横須賀分校（現・愛知県立吉良高等学校）

## 交通機関
鉄道
- 名古屋鉄道西尾線
  - 上横須賀駅・三河荻原駅[2]

## 神社・仏閣
- 羽利神社
- 海蔵寺
- 西福寺
- 正向寺
- 花岳寺
- 善蔵寺